# Gniewkowo (gemeente)
De gemeente Gniewkowo is een stad- en landgemeente in het Poolse woiwodschap Koejavië-Pommeren, in powiat Inowrocławski.
De zetel van de gemeente is in Gniewkowo.
Op 30 juni 2004 telde de gemeente 14 782 inwoners.

## Oppervlaktegegevens
In 2002 bedroeg de totale oppervlakte van gemeente Gniewkowo 179,44 km², waarvan:
- agrarisch gebied: 63%
- bossen: 25%

De gemeente beslaat 14,65% van de totale oppervlakte van de powiat.

## Demografie
Stand op 30 juni 2004:
| Omschrijving                   | Totaal | Totaal | Vrouwen | Vrouwen | Mannen | Mannen |
| ------------------------------ | ------ | ------ | ------- | ------- | ------ | ------ |
| eenheid                        | aantal | %      | aantal  | %       | aantal | %      |
| inwoners                       | 14.782 | 100    | 7451    | 50,4    | 7331   | 49,6   |
| bevolkingsdichtheid (inw./km²) | 82,4   | 82,4   | 41,5    | 41,5    | 40,9   | 40,9   |

In 2002 bedroeg het gemiddelde inkomen per inwoner 1243,64 zł.

## Administratieve plaatsen (sołectwo)
De stad Gniewkowo en 22 sołectwo:
- Gąski
- Godzięba
- Kaczkowo
- Kawęczyn
- Kijewo
- Klepary
- Lipie
- Markowo
- Murzynko
- Murzynno
- Ostrowo
- Perkowo
- Skalmierowice
- Suchatówka
- Szadłowice
- Szpital
- Wielowieś
- Wierzbiczany
- Wierzchosławice
- Więcławice
- Zajezierze
- Żyrosławice

Andere plaatsen:
- Bąbolin
- Branno
- Buczkowo
- Chrząstowo
- Dąblin
- Kępa Kujawska
- Warzyn

## Aangrenzende gemeenten
Aleksandrów Kujawski, Dąbrowa Biskupia, Inowrocław, Rojewo, Wielka Nieszawka